# Карьёвское сельское поселение
Карьёвское се́льское поселе́ние — муниципальное образование в Ординском районе Пермского края Российской Федерации.
Административный центр — село Карьёво.

## История
Статус и границы сельского поселения установлены Законом Пермской области от 10 ноября 2004 года № 1749-360 «Об утверждении границ и о наделении статусом муниципальных образований Ординского района Пермской области»

## Население
| 2010  | 2012  | 2013  | 2014  | 2015  | 2016  | 2017  |
| ----- | ----- | ----- | ----- | ----- | ----- | ----- |
| 1897  | ↗1915 | ↗1927 | ↘1899 | ↗1924 | ↗1950 | ↘1900 |
| 2018  | 2019  |       |       |       |       |       |
| ↗1907 | ↘1882 |       |       |       |       |       |

## Состав сельского поселения
| № | Населённый пункт | Тип населённого пункта       | Население |
| - | ---------------- | ---------------------------- | --------- |
| 1 | Карьево          | село, административный центр | 881       |
| 2 | Малый Ашап       | село                         | 941       |
| 3 | Маринкино        | деревня                      | 75        |